# Esquadrão N.º 20 da RAAF
O Esquadrão N.º 20 é um esquadrão de apoio da Real Força Aérea Australiana (RAAF). Subordinado à Asa N.º 96, é responsável pela manutenção da Base aérea de Woomera, na Austrália Meridional. Originalmente o esquadrão era uma unidade de patrulha marítima e serviu durante a Segunda Guerra Mundial. Criado em Agosto de 1941, operou aviões PBY Catalina e Short Empire a partir de bases na Nova Guiné, Queensland e no Território do Norte, realizando missões de busca e salvamento, lançamento de minas navais, guerra antisubmarina e missões de bombardeamento contra alvos japoneses no teatro de guerra do Pacífico. Depois do cessar das hostilidades, o esquadrão foi dissolvido em Março de 1946. Em 2015, o esquadrão foi novamente estabelecido, desta vez para assumir funções como esquadrão de apoio.

## História

### Segunda Guerra Mundial
O Esquadrão N.º 20 foi formado em Porto Moresby, na Nova Guiné, no dia 1 de Agosto de 1941 para a realização de missões de reconhecimento aéreo, sob o comando do Líder de esquadrão W. N. Gibson. O esquadrão inicialmente tinha uma frota de seis aviões PBY Catalina e 133 efectivos, contudo apenas 5 aviões (todos vindos do Esquadrão N.º 11) e 55 efectivos estavam disponíveis à data da sua formação. O esquadrão conduziu então operações de patrulha de longo alcance entre bases por todas as ilhas a norte do continente australiano, isto em conjunto com o Esquadrão N.º 11. No dia 18 de Novembro, os Catalina do Esquadrão N.º 20 foram reforçados com a chegada ao esquadrão de dois aviões Short Empire vindos do Esquadrão N.º 11.
No dia 25 de Novembro de 1941, depois da perda do HMAS Sydney um dos Catalina do Esquadrão N.º 20 foi enviado para a Austrália Ocidental para se juntar a um Catalina do Esquadrão N.º 11 numa missão de busca e salvamento, embora tenham sido encontradas apenas manchas de óleo. No espoletar da Guerra do Pacífico, o Esquadrão N.º 20 tinha uma frota de seis aviões Catalina e dois Empire; já a sua força de efectivos, no início de Dezembro, era constituída por 132 elementos, dos quais 14 eram oficiais. O esquadrão realizou a sua primeira missão durante a guerra no dia 8 de Dezembro; um avião Catalina localizou três lugres japoneses nas imediações da Ilha Thursday, em Queensland. Mais tarde neste mês o esquadrão começou a realizar patrulhas antisubmarino e, em Janeiro de 1942, a bombardear bases japonesas. À medida que os japoneses avançavam no sudoeste do Pacífico, o Esquadrão N.º 20 era também responsável por evacuar civis de áreas ameaças por uma invasão. No dia 21 de Janeiro, um dos Catalina localizou uma frota de embarcações japonesas a viajar em direcção a Rabaul, e enviou um sinal às defesas australianas da cidade antes de ser abatido por fogo antiaéreo japonês; esta foi a primeira baixa em combate sofrida pelo esquadrão.
Aquando da Batalha de Rabaul, os Catalina do Esquadrão N.º 11 e do Esquadrão N.º 20 eram as únicas armas da RAAF disponíveis no local para combater os japoneses. Os seus ataques tiveram pouco efeito a travar o avanço dos japoneses, e nos meses seguintes o Porto Moresby foi alvo de frequentes ataques, nos quais os australianos viram aeronaves, instalações e registos a serem destruídos. Em Fevereiro de 1942, os Short Empire operados pelo Esquadrão N.º 11 e pelo Esquadrão N.º 20 foram transferidos para o recém-formado Esquadrão N.º 33. No dia 4 e 6 de Maio, o Esquadrão N.º 20 perdeu dois aviões Catalina; os nove tripulantes da primeira aeronave foram capturados e executados; já a tripulação da segunda aeronave foi capturada e desapareceu sem qualquer rasto ou registo.
Em resposta à ameaça de uma invasão em Porto Moresby, os esquadrões n.º 11 e 20 foram transferidos para Bowen, Queensland, no dia 7 de Maio de 1942. Pouco tempo depois, os aviões dos esquadrões já estavam a atacar alvos japoneses em Lae, Salamaua e Rabaul. No dia 27 de Junho, cada um dos esquadrões contribuiu com uma aeronave para um ataque de quatro horas contra Lae e Salamaua, ataque durante o qual, além de bombas, as tripulações da RAAF lançaram garrafas de cerveja para interromper o sono dos militares japoneses—o som que as garrafas emitiam em cair era, de acordo com a história oficial da RAAF, "algo entre um assobio e um grito". No dia 1 de Julho, o Esquadrão N.º 20 possuía uma frota de seis aviões Catalina e 175 efectivos, sendo que o planeado era terem nove aeronaves de 415 efectivos. A sua principal responsabilidade no início de 1942 era o reconhecimento marítimo até à Nova Guiné, Ilhas Salomão de Nova Caledónia; na segunda metade do ano, o esquadrão concentrou-se mais em bombardeamento nocturno. No dia 11 de Novembro de 1942, já com 252 efectivos, o esquadrão foi transferido para Cairns. A partir de Cairns o esquadrão continuou a realizar missões de reconhecimento aéreo, guerra anti-submarina e ocasionalmente também realizava missões de bombardeamento nas águas à volta da Nova Guiné. Entre Dezembro de 1942 e Março de 1943, as aeronaves do Esquadrão N.º 20 voaram um total de 9629 horas de voo e lançaram 227 toneladas de bombas. O papel do esquadrão foi alterado em Junho de 1943, quando começou a realizar missões de lançamento de minas navais pelas Índias Orientais Holandesas e nas Filipinas, embora continuasse a realizar algumas missões de bombardeamento e de lançamento de mantimentos.

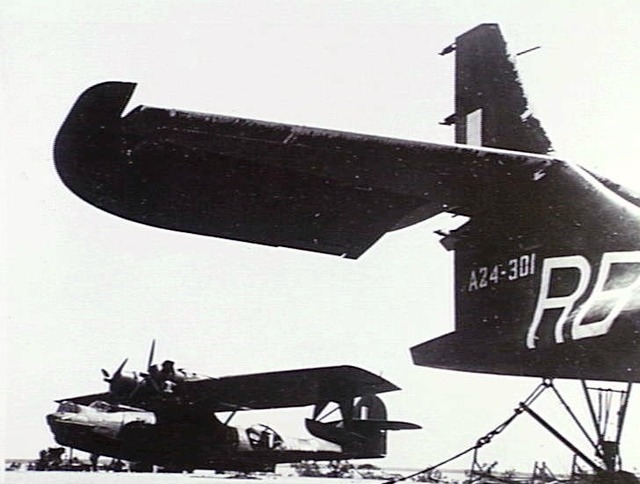
Aviões Catalina do Esquadrão N.º 20 (à frente) e do Esquadrão N.º 42 (atrás)

Em Setembro de 1944, o Esquadrão N.º 20 tornou-se parte da Asa N.º 76, juntamente com o Esquadrão N.º 42 e o Esquadrão N.º 43, e depois foi movido para Darwin, no Território do Norte. Os três esquadrões operavam aviões Catalina, sendo a sua principal missão o lançamento de minas navais. Na noite de 30 de Setembro, um Catalina do Esquadrão N.º 20 foi abatido enquanto atacava um navio japonês em Pomelaa, nas Índias Orientais Holandesas; a perda foi especialmente pesada, pois um dos coordenadores da campanha de lançamento de minas, o Tenente-comandante P. E. Carr, da Marinha Real Australiana, estava a bordo do avião e acabou por ser capturado pelos japoneses. Outro Catalina do esquadrão foi abatido na noite de 27 para 28 de Janeiro de 1945, provavelmente devido a um ciclone no Mar de Timor, durante uma campanha de lançamento de minas navais em Surabaya. Em Março, um destacamento de quatro aviões do Esquadrão N.º 20, juntamente com outras quatro do Esquadrão N.º 43, lançaram minas na costa do Sul da China e em Formosa, como parte da ofensiva da Asa N.º 76 naquelas áreas; estas operações foram conduzidas a partir do Golfo de Leyte, nas Filipinas. Na noite de 7 para 8 de Março, mais um Catalina do esquadrão ficou destruído, provavelmente devido ao mau tempo e não por acção do inimigo. No dia 8 de Abril três aviões do esquadrão minaram a entrada do porto de Hong Kong e, no dia 26 de Maio, quatro aviões Catalina lançaram minas no porto de Wenchow, na China, o local mais a norte que qualquer aeronave australiana durante a guerra atacou. No dia 30 de Julho, três aeronaves do esquadrão realizaram o último lançamento de minas navais da RAAF.
A última operação do Esquadrão N.º 20 durante a guerra consistiu num voo de patrulha no dia 14 de Agosto de 1945. Depois do cessar das hostilidades, o esquadrão realizou missões de transporte e transportou de volta para a Austrália prisioneiros de guerra de várias localizações do Sudeste Asiático. No dia 21 de Novembro, foi transferido para a Estação de Rathmines, em Nova Gales do Sul. O Esquadrão N.º 20 realizou a sua última missão no dia 21 de Janeiro de 1946, um voo de transporte até Balikpapan, e depois foi dissolvido em Rathmines no dia 27 de Março.

### Século XXI
O Esquadrão N.º 20 foi reestabelecido no dia 1 de Abril de 2015 para prestar apoio à Base aérea de Woomera, na Austrália Meridional. Constituído por nove militares e um membro do Serviço Publico Australiano sob o comando o Líder de Esquadrão Simon Barlett, o esquadrão forma parte da Asa N.º 96, uma componente do Grupo de Apoio de Combate. A Base aérea de Woomera, que incorpora a Vila de Woomera, era uma de duas unidades da Força Aérea formalmente estabelecidas no dia 12 de Janeiro de 2015 como parte da reorganização do Complexo de Woometa, sendo a outra unidade o Woomera Test Range.
O design do esquadrão reactivado inclui uma águia que denota coragem e nobreza, um lançador de lanças woomera que simboliza a cidade e a sua herança indígena, uma Swainsona formosa para representar a Austrália Meridional e o grupo de estrelas Pleiades, que faz parte do folclore do povo Kokatha, um povo indígena.